# Александар Гајин
Александар Гајин (Нови Сад, 23. новембар 1965) српски је глумац.

## Биографија
Александар Гајин је рођен Новом Саду 23. новембра 1965. године. Глуму је дипломирао на Академији уметности у Новом Саду, у класи професора Петра Банићевића.
Стални је члан ансамбла драме Српског народног позоришта у Новом Саду од 1988. године а режирао је и представу „Крајности“ В. Мастросимонеа. Глумио је у великом броју позоришних представа, а опробао се и на телевизији и филму.

## Позориште
Улоге у Српском народном позоришту, Нови Сад:
- Калип, Иво Брешан: „Археолошка искапања код села Диљ“, режија Љ. Георгиевски;
- Писац, Нил Сајмон: „Добри доктор“, режија М. Плетел;
- Стивен, Израел Хоровиц:"Први“, режија М. Плетел;
- Баћа, Д. Ковачевић:"Св. Георгије убија аждаху“, режија Е. Савин;
- Момчић/Џелат, Тадеуш Ружевич:"Клопка“, режија Невена Јанаћ;
- Борис Антонов, Милош Црњански:"Роман о Лондону“, режија Стево Жигон;
- Уски, Деана Лесковар:"Три чекића, о српу да и не говоримо“, режија Егон Савин;
- Коља, Лев Бирински:"Луда игра“, режија Вида Огњеновић;
- Жан, Жорж Фејдо:"Магарац“, режија Желимир Орешковић;
- Пасивиста, Група аутора:"Нови Сад, ил никад“, режија Радослав Златан Дорић;
- Тјатин, М. Горки:"Јегор Буличов“, режија Душан Јовановић;
- Јаблан, Александар Поповић:"Друга врата лево“, режија Суада Капић;
- Јеронимус Гонгора, Питер Барнс:"Карлос други, Омађијани“, режија Горан Вукчевић;
- Луда, В. Шекспир:"Краљ Лир“, режија Љубиша Ристић;
- Хијерон, Аристофан:"Жене у народној скупштини“, режија Зоран Ратковић;
- Волкер, Слободан Селенић:"Очеви и оци“, режија Славенко Салетовић;
- Син, Радоје Домановић:"Вођа“, режија Р. Миленковић;
- Мишика, Р. Дорић:"Кад би Сомбор био Холивуд“, режија Р. Дорић;
- Коста Трифковић, Р. Дорић:"Српска Атина“, режија Р. Дорић;
- син, Тенеси Вилијамс: „Стаклена менажерија“, режија Богдан Рушкуц;
- Мортимер Брустер, Џ. Кеселринг:"Арсеник и стара чипке“, режија Радослав Златан Дорић;
- Чеда Урошевић, Бранислав Нушић: „Госпођа министарка“, режија Б. Поповић;
- Ђока, Бранислав Нушић: „Сумњиво лице“, режија Дејан Мијач;
- Мирко Топаловић, Душан Ковачевић:"Маратонци трче почасни круг“, режија Јагош Марковић;
- кумић, Александар Поповић:"Мрешћење шарана“, режија Егон Савин;
- месар, Иван М. Лалић:"Cuba librae", режија Кокан Младеновић;
- Петар, Душан Ковачевић: „Сабирни центар“, режија Љубослав Мајера;
- др Петровић, Бранислав Нушић: „Ожалошћена породица“, режија Дејан Мијач;
- Светозар Одобашки, рентијер, Ђорђе Лебовић: „Раванград“, режија Дејан Мијач;
- Петар Дуња, Вилијам Шекспир:"Сан летње ноћи“, режија Кокан Младеновић;
- Јован, Јован Стерија Поповић: „Покондирена тиква“, режија Ксенија Крнајски;
- Никола, Весна Радовановић:"Тхе гратефул аливе“, режија Милош Пушић;
- Бокчило, слуга Маројев, Марин Држић: „Дундо Мароје“, режија Радослав Миленковић;
- Кнез, Пјер Мариво: „Расправа“, режија Слађана Килибарда;
- Сретен, Душан Спасојевић:"Зверињак“, режија Борис Љешевић;
- Господин Стојковић, В. Огњеновић: „Јели било кнежеве вечере“, режија В. Огњеновић;
- Кулигин, А. Чехов: „Три сестре“, режија Радослав Миленковић;
- Леонард, М. Павловић: „Тајни дневник В. Вулф“, режија Милена Павловић Чучиловић.
- Доктор, Б. Србљановић:"Барбело, о псима и деци“, режија Предраг Штрбац.
- Сликар, В. Шекспир:"Тимон Атињанин“, режија Горчин Стојановић.
- Марковић, Нушић:"Ујеж“, режија Радослав Миленковић.
- Нађ Пал, Стерија:"Родољупци“, режија Соња Вукићевић.
- Анастас Агагијанијан, „Сеобе“, текст и режија В. Огњеновић.

Улоге у другим позориштима:
- Мали Јасон; Лисандер-Устен:"Медејина деца“ режија Милош Лазин, Бошко Буха, Бгд.
- Петар, М. Горки;"Малограђани“, режија Влатко Перковић, Поз. драмских уметности, Н. Сад
- Богодвој, Аристофан:"Приватни мир“, режија Лазар Стојановић, Нар. поз. Суботица.
- Петар Марков Јаковљевић, Душан Ковачевић: „Балкански шпијун“, режија Владимир ЛазићСДУВ, Н. Сад.
- Иља Илич, Чехов:"Профил Вања“, режија Жанко Томић.

## Филм
- 1989 - Сеобе
- 1992 - Јевреји долазе
- 2004 - Мемо
- 2010 - Као рани мраз

## Телевизија
- Бајке света, BBC
- Херој улице ТВНС
- Поклони чекања ТВНС
- Дивљи светац ТВНС
- Љубавно писмо ТВНС
- Скандал у Римској банци РАИ 1
- Сва та равница - тв серија
- Фрау Ајнштајн - тв филм
- Пет - тв серија
- Истине и лажи - тв серија
- Нек иде живот - тв серија
- Јунаци нашег доба - тв серија
- Неки бољи људи - тв серија
- Црна свадба - тв серија
- Тајне винове лозе - тв серија
- Клан - тв серија
- Радио Милева - тв серија
- Камионџије д. о. о. - тв серија

## Рефернце
1. ↑  „АЛЕКСАНДАР ГАЈИН”. snp.org.rs. Приступљено 3. 2. 2023.